# Francesco Lodi
Pour les articles homonymes, voir Lodi (homonymie).
Francesco Lodi, né le 23 mars 1984 à Naples, est un footballeur italien évoluant au poste de milieu de terrain offensif.

## Biographie
Lodi remporte le Championnat d'Europe des moins de 19 ans 2003. L'attaquant, capitaine de l'équipe, a alors débuté en Serie A avec Empoli. Buteur à deux reprises au premier tour, il montre quelques facettes de son talent précoce. Gaucher technique, il excelle dans le rôle de passeur. Lors de la demi-finale puis la finale, Lodi est sacrifié pour raisons tactiques.
Libre de tout contrat, il signe en faveur d'Udinese fin septembre 2015.